# Torneo de Lleida 2024
El Catalonia Open 2024 fue un torneo de tenis profesional jugado en canchas de tierra batida al aire libre. Se trató de la 2.ª edición del torneo que formó parte de los Torneos WTA 125s en 2024. Se lleva a cabo en Lérida, España, entre el 29 de abril al 7 de mayo de 2024.

## Cabezas de serie

### Individuales
| Tenista                | Ranking | Preclasificada |
| Emma Navarro           | 23      | 1              |
| Kateřina Siniaková     | 40      | 2              |
| Arantxa Rus            | 47      | 3              |
| Magdalena Fręch        | 51      | 4              |
| Wang Xiyu              | 52      | 5              |
| Elisabetta Cocciaretto | 54      | 6              |
| Diana Shnaider         | 61      | 7              |
| Ana Bogdan             | 64      | 8              |

- Ranking del 22 de abril de 2024.

### Dobles
| Tenista                       | Ranking | Preclasificada |
| Nicole Melichar Ellen Perez   | 14      | 1              |
| Asia Muhammad Aldila Sutjiadi | 71      | 2              |
| Anna Danilina Ingrid Neel     | 90      | 3              |
| Guo Hanyu Jiang Xinyu         | 90      | 4              |

## Campeonas

### Individuales femeninos
Kateřina Siniaková venció a  Mayar Sherif por 6–4, 4–6, 6–3

### Dobles femenino
Nicole Melichar /  Ellen Perez vencieron a
```
 
Katarzyna Piter
 / 
 
Mayar Sherif
 por 7–5, 6–2
```